# Caledonia Road Church

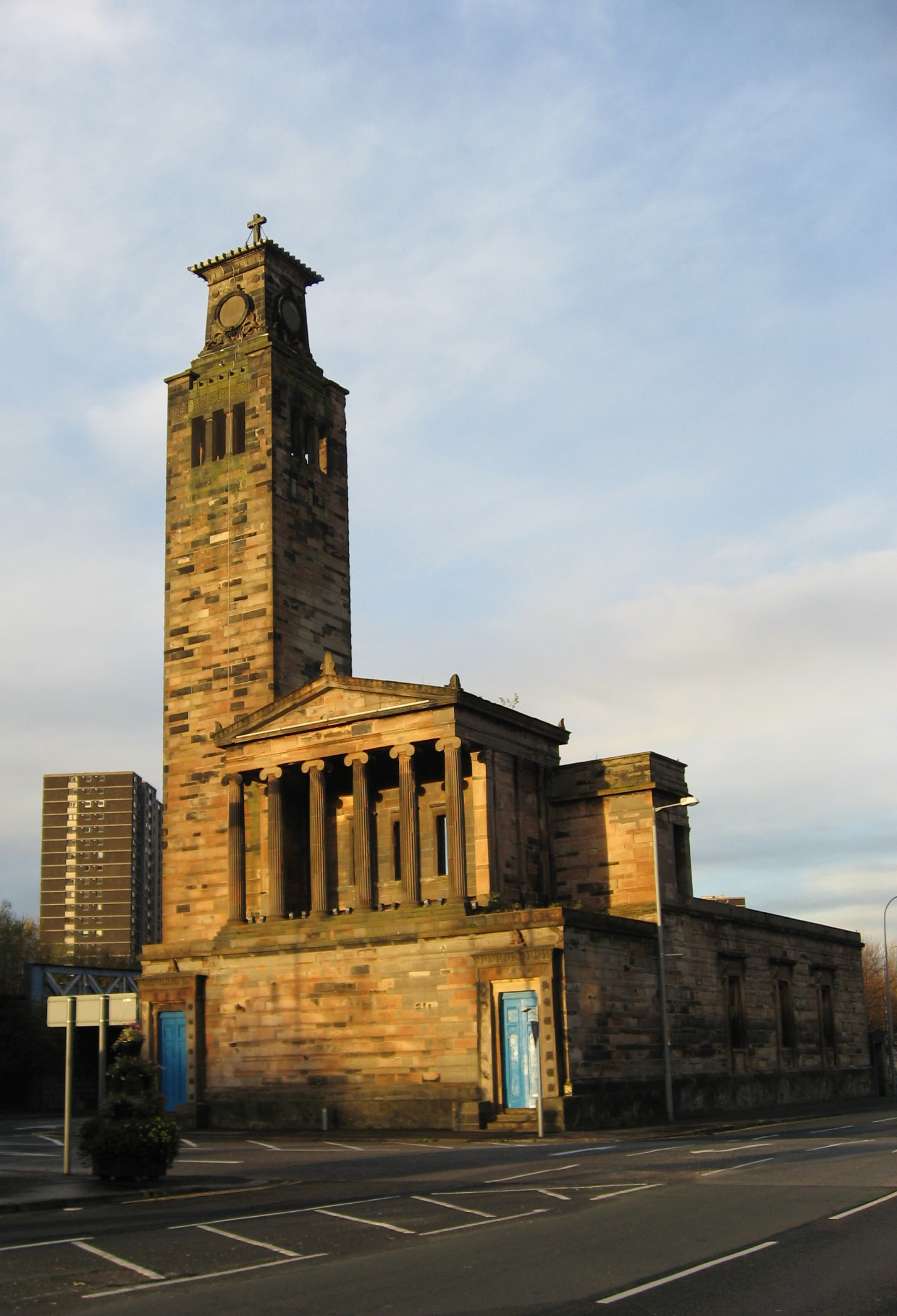
Caledonia Road Church

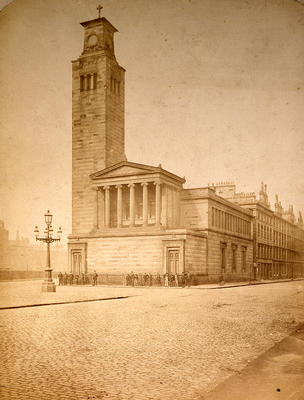
Photographie des unbeschadeten Gebäudes um dessen Einweihung

Die Caledonia Road Church, ehemals auch Caledonia Road United Presbyterian Church und Hutchesontown And Caledonia Road Church, ist eine Kirchenruine in der schottischen Stadt Glasgow. 1966 wurde das Bauwerk in die schottischen Denkmallisten in der höchsten Denkmalkategorie A aufgenommen.

## Geschichte
Für den Entwurf zeichnet der schottische Architekt John Baird verantwortlich. Dieser betrieb zu dieser Zeit ein gemeinsames Architekturbüro mit Alexander Thomson. Nachdem die Partnerschaft 1856 zerbrach, führte Thomson den im Vorjahr begonnenen Bau fort. Am 22. März 1857 wurde die Kirche eröffnet. Die Gesamtkosten betrugen etwa 8000 £.
1963 endete die kirchliche Nutzung der Caledonian Road Church und die Stadt Glasgow übernahm das Gebäude. Im Oktober 1965 brannte die Kirche nach Brandstiftung aus und wurde in der Folge teilweise abgebrochen. Seit den 1990er Jahren existierten verschiedene Pläne zur Restaurierung und Weiternutzung des Gebäudes, die jedoch nicht umgesetzt wurden. Lediglich nötige Arbeiten zur Stabilisierung des Gebäudes wurden ausgeführt. Die Gefährdung der Ruine wird als hoch eingestuft.

## Beschreibung
Das im klassizistischen Greek Revival ausgestaltete Gebäude steht an der Zusammenführung der Gorbals Road (A730) mit der Caledonian Road (A728) im Ortsteil Gorbals. Die V-förmig zusammenlaufenden Straßen schließen die Kirche beidseitig eng ein. An der südostexponierten Frontseite tritt auf Galeriehöhe ein Portikus im Stile griechischer Tempelarchitektur mit sechs ionischen Säulen hervor. Er sitzt auf der wuchtigen Kirchenhalle auf. Dort sind die beiden Eingangsportale eingelassen. Sie sind detailreich mit griechischen Motiven und Antefixen ornamentiert. An der Westseite ist das Gebäude neun, an der Ostseite drei Achsen weit. Von der Galerie ist nur noch ein kurzes Element erhalten. Der quadratische Turm an der Westfassade ist nahe seinem Abschluss allseitig mit offenen, schmalen Drillingsfenstern ausgestaltet. Er schließt mit einer Laterne mit Kreuz.